# Herzenskönigin
Herzenskönigin ist eine Polka française von Johann Strauss Sohn (op. 445). Das Werk wurde am 6. Februar 1893 im Sofienbad-Saal in Wien erstmals aufgeführt.